# 伊万·叶菲莫维奇·彼得罗夫
伊万·叶菲莫维奇·彼得罗夫（俄语：Ива́н Ефи́мович Петро́в，1896年9月18日—1958年4月7日），苏军大将。

## 早年
伊万·叶菲莫维奇·彼得罗夫生于布良斯克特鲁布切夫斯克一个鞋匠家庭。1913年，彼得罗夫进入教师文法学校，1916年毕业。1917年1月，彼得罗夫进入莫斯科的阿历克塞军事学校，同年6月1日从军事学校毕业，担任驻阿斯特拉罕的156后备步兵团简编连连长。彼得罗夫1918年参加红军，同年成为了一名布尔什维克。彼得罗夫曾参加第25步兵团平定萨马拉城无政府主义分子叛乱和抗击捷克斯洛伐克军团的作战。
1920年5月起，彼得罗夫到突厥斯坦服役，历任排长、特别支队军事法庭审判员、团政委等职。曾参加萨马拉战役，波苏战争和1922年对巴斯玛奇运动的镇压。
1922年9月，彼得罗夫被任命为第11步兵师第2旅第13步兵团特勤队任职。1926-1931年彼得罗夫就读于步兵指挥人员进修班。1933年1月，任中亚联合军事学校校长兼政委。1940年6月任步兵师长，10月调任中亚军区步兵监。1941年3月升任机械化军军长。

## 二战
1941年7月起，彼得罗夫任南方面军步兵第25师师长，之后于1941年10月到1942年7月任滨海集团军司令。在敖德萨围城战后期，他接掌保卫战的指挥，并在最后成功撤出了大部分军队，参加了塞瓦斯托波尔战役，从1941年10月底坚守到1942年6月底，在城市陷落前一刻才撤离。1942年8-10月，彼得罗夫担任第44集团军司令。1942年10月，彼得罗夫任外高加索方面军黑海军队集群司令。在图阿普谢防御战役中，彼得罗夫在兵力十分劣势且地形不利的情况下，组织防御并派遣小股力量到德军后方破坏，从而阻止了敌人从图阿普谢突破。
1943年2月，彼得罗夫被授予大将军衔，5月任北高加索方面军司令。他指挥部队胜利地参加了高加索会战中的阿尔马维尔—迈科普战役和克拉斯诺达尔战役、刻赤—埃利季根登陆战役和新罗西斯克—塔曼战役。1943年11月-1944年2月再次担任滨海集团军司令。1944年3月，遭受总指挥伏罗希洛夫指责“进攻不利、临阵脱逃，擅离职守”被降为上将，贬为西方面军第33集团军司令。
1944年4月，彼得罗夫任白俄罗斯第2方面军司令，8月任乌克兰第四方面军司令，指挥4个集团军进行在喀尔巴阡山的战斗，属下有基里尔·谢苗诺维奇·莫斯卡连科和安德烈·安东诺维奇·格列奇科等名将，协助乌克兰第一方面军和乌克兰第二方面军作战，并率先解放斯洛伐克首都布拉迪斯拉发，因而受到苏军总参谋部的嘉奖，于1944年10月重新授予大将军衔。1945年3月在摩拉维亚-俄斯特拉发战役中，因该方面军政治委员列夫·梅赫利斯的报告，以“训练与组织不力”为名被解除职务。1945年4-6月，彼得罗夫担任乌克兰第一方面军参谋长，协助科涅夫组织了柏林战役。1945年5月29日，彼得罗夫被授予“苏联英雄”称号。

## 战后
战后彼得罗夫历任突厥斯坦军区司令和苏军第一副总监察长。历史学家Abraham Alikhanov认为斯大林晚年曾有意授予彼得罗夫元帅军衔。斯大林去世后，彼得罗夫担任军事和体育训练总部部长，1955年3月任陆军第一副总司令。1956年1月苏联国防部总监察长。1957年6月任国防部副部长的学术总顾问。1958年去世后葬于莫斯科新圣女公墓。